# 人大鄉
人大鄉，是四川省鄰水縣曾经下辖的一个乡。

## 沿革[1][2]
- 民國29年(1940年)，實行新縣制，改3個區為4個區，將43個聯保辦公處合併為22個鄉鎮公所，人高鄉和大石鄉合併為人大鄉，隸屬第四區。
- 民國31年(1942年)1月6日，按《鄉鎮組織法暫行條例》規定，全縣劃為6個區，35個鄉鎮公所，人大鄉仍隸屬第四區，轄10保，90甲。
- 1949年12月，九龍區人民政府即建立了人大鄉公所。1951年6月9日，人大鄉公所改由第六區(袁市區)公所領導。1952年8月，第六區公所改稱第七區公所，人大鄉公所隸屬第七區公所領導。1953年2月，第七區(袁市區)公所將人大鄉分為人和鄉、大石鄉兩個鄉。